# Inocybe umboninota
Inocybe umboninota är en svampart som beskrevs av Peck 1885. Inocybe umboninota ingår i släktet Inocybe och familjen Inocybaceae.   Inga underarter finns listade i Catalogue of Life.